# Independents de Peníscola
'Independents de Peníscola (IDP) (Independientes de Peñíscola) es un partido independiente de Peñíscola (España).
Fundado en 1999, pretende favorecer el desarrollo sostenible del municipio de Peñíscola sin perder la herencia cultural ni depender de intereses ajenos a la realidad municipal. En las elecciones de 1999 obtuvo tres concejales, y su candidato, Rafael Serrat Biosca, gracias a un pacto con el PP, tuvo la alcaldía del municipio durante tres años, cediendo los últimos trece meses de legislatura al PP, como se había pactado. En las elecciones de 2003 no obtuvo representación y no se presentó a las de 2007.
- Datos: Q12176482